# Axel Bauer
Axel Bauer es un cantante, compositor, guitarrista y actor francés nacido el 7 de abril de 1961 en París. Imponente figura del rock francés, fue descubierto en 1983 con la canción "Cargo". Ha obtenido varias veces disco de oro, ha vendido tres millones de discos y ha dado casi 700 conciertos en Francia y Europa.

## Infancia y adolescencia
Axel Bauer se familiarizó temprano con la música. Un gran padre organista, una tía pianista (Evelyne Crochet) y su padre, Franck Bauer, fue la voz de la France Libre, aquel que hizo famosa la frase "Los franceses hablan a los franceses" desde Radio Londres, también fue baterista de Django Reinhardt y amigo de Louis Armstrong.
La primera expresión artística de Axel se hace eco primero con el dibujo. Un universo de vaqueros e indios que reproduce en silencio sobre el papel. Escenas que ve y oye en su mente. Un trabajo frenético de rara intensidad y tanto microscópico que una lupa es necesaria para poder mirarlo de cerca.
Sin embargo, fue en 1974 que la revelación tuvo lugar cuando su padre lo llevó a un concierto de los Who. A partir de entonces, comenzó a aprender la guitarra, tocando los solos de Jimi Hendrix o Johnny Winter. Adolescente, crea su primer grupo, los "Nightbirds". Después de su primer amor por el dibujo, fue admitido en los Beaux-Arts de París pero es la llamada de la música que prevalezca el lápiz. El Rose Bonbon, famoso club de París de los años 80, se convierte en su nueva escuela. Allí se encuentra con otros artistas singulares como él, Rita Mitsouko, Taxi Girl, Jacno ... Se ejecuta clases de música en paralelo con el compositor Iannis Xenakis. Cuando no trabaja como roadie para pagarse la habitación, Axel pasa noches y días en su guitarra para escribir y componer.

## Los principios
Con algunas maquetas, conoce a Jacqueline Eren-Schmidt, descubridora de talento que lo dirige hacia Mondiomusic (edición de Vogue). Philippe Missir, director artístico , ve y escucha a Axel. Luego lo acompañó en la elaboración de una pieza sobre la que Michel Eli, director de la discográfica inmediatamente destelló y firmó «Cargo».

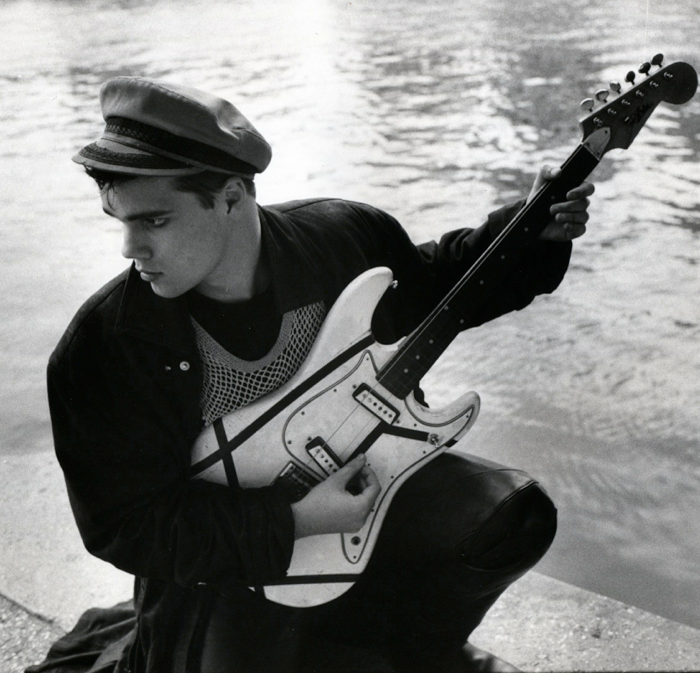

El título sale a finales de 1983. Un sonido nuevo y rico. Un ritmo hipnótico con Manu Katche en la batería y Axel en la guitarra. Michel Eli, que finalmente escribió la letra, se inspiró del universo de la película Pépé le Moko con Jean Gabin. La portada del sencillo se refiere al cartel de la película Querelle, del alemán Fassbinder, en la que Bauer interpreta un papel secundario. El éxito no tardará: más de un millón de títulos vendidos y varias veces el récord de oro.
Axel, ya muy afirmado en un estilo de marinero, eligió al fotógrafo y director Jean-Baptiste Mondino para realizar el vídeo. Los dos hombres trabajan juntos para producirlo. Una puesta en escena en la bodega de un barco, poblado por musculosos marineros en las salas de máquinas. Un clip en blanco y negro inspirado de Ramble Fish, de Coppola, y de Metropolis, de Friz Lang. Será el primer vídeo francés que se emita en MTV.
La onda de choque causada por el clip lanzó la carrera internacional de Mondino, artistas del mundo entero, de Prince a Mick Jagger, aclamaron el talento de Axel Bauer[cita requerida] y, como un regreso a las raíces, Roger Daltrey de los Who canta una versión de «Cargo» («Take Me Home»). Con solo 22 años, Axel, además de grabar su nombre en el mármol se convierte en un icono.

## La confirmación
Al año siguiente, se convirtió en el primer artista francés en firmar en EMI internacional. Se estableció en Londres y comenzó a grabar su primer álbum con el director Dave Bascomb, productor de Tears for Fears. El álbum, Les nouveaux Seigneurs, fue lanzado en 1987.
Tras unos años pasados en la capital inglesa, Axel dejó EMI, volvió a París y firmó con Mercury (Universal). En 1990, "Sentinelles" fue lanzado por Ben Rogan (Polnareff, Daho, Sade). Un álbum con acentos de rock y electro, con múltiples colaboraciones cuyo título "Éteins la lumière" se convertirá en un éxito (disco de oro). Axel entonces sale en el camino para una gira larga con excelentes músicos como el bajista Phil Spalding, el guitarrista Pierre Jaconelli o el baterista Mathieu Rabaté ... Lo veremos en Bercy para la primera parte de Bryan Adams y antes Joe Cocker en la Arena de Viena. Así, el público descubre al cantante, pero también a un guitarrista emérito.
En el festival de rock de Val d'Isère, Axel estuvo a punto de electrocutarse. Fue salvado in extremis por el periodista Philippe Manoeuvre, quien arrancó el enchufe del amplificador.

## El cruce del desierto

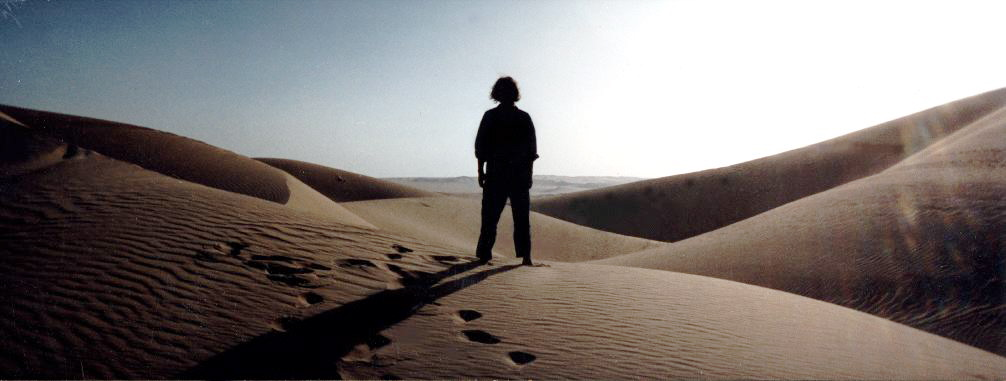

Habiendo conocido la fama tan joven, Axel siente la necesidad de reenfocarse y enfrentarse a sí mismo. Con su amigo y bajista Laurent Griffon, se dirigen al Sahara para experimentar una inmersión de vida ascética con los tuaregs del Ténéré. En la escuela de la vida, perdido en la inmensidad del desierto, se da cuenta de que no hay nada en este mundo donde uno es muy pequeño.
A su regreso compuso "Nomade" y "00 Zen", construyó un estudio en Montreuil y rodeó al talentoso director Steven Forward. Las sesiones se desarrollan y deja Simple Mortel, su tercer álbum. Sin embargo, la discográfica encuentra el álbum fuera de formato, los títulos son demasiado largos para la radio y aunque han recibido una buena acogida en la prensa, deciden pasarla en silencio.

## la resurrección
Axel trabaja con su guitarrista Juan Tamayo con quien escribe "Mens moi" y el bajista Arnaud Giroud de Emigrates para la creación de un nuevo disco. Ilhem Kadid, su compañera, le escribe 3 títulos: "Nadie es perfecto", "Déjame olvidar" y "Serás bueno".
Durante una noche en su casa, Axel Bauer hace escuchar maquetas a Zazie. El joven artista se enamoró de un tema. Los dos se embarcan en un dúo profundo y himnario: A ma place. Zazie firma la letra, Axel compone, ambos cantan. Un clip firmado por Didier Le Pêcheur donde los dos protagonistas están separados por una ventana, estudiados como cobayas en un laboratorio futurista. El matrimonio inusual de dos universos. En 2002 llega Achille, codirigida por Pierre Jaconelli, rápidamente renombrada Personne n'est Parfait que primero conoce solo un éxito de estima. Todo cambia unos meses más tarde con el lanzamiento del sencillo "A ma Place". La canción ganó un éxito enorme, vendiendo casi 600.000 copias, fue nominada para las Victoires de la musique y ganó un NRJ Music Award. El álbum se convirtió en un disco de oro con 170.000 copias vendidas. Invitado por Zazie, se unió a la compañía de los rRestos du Coeur y triunfo en el Olympia. Luego creó la sorpresa para un concierto único,  con una orquesta de cuerdas y músicos de electro-rock.

## Bad Cowboy
En 2003 lanzó su primer Best Of:  "La désintégrale".

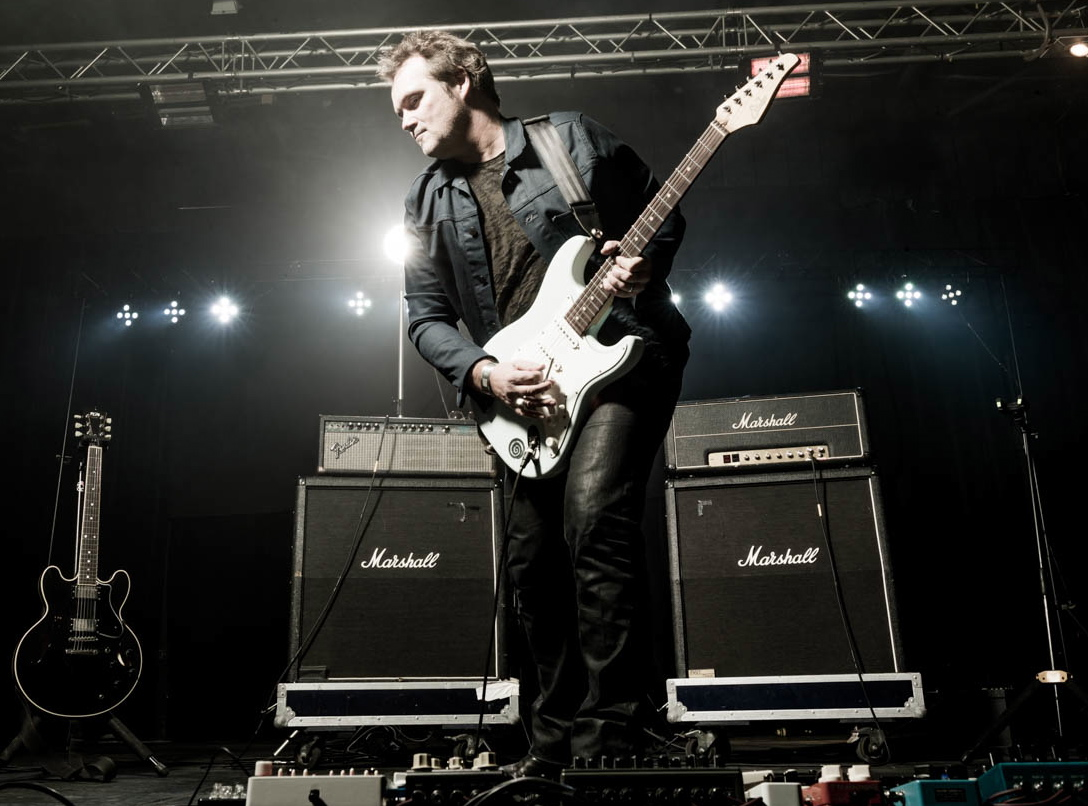

En 2006 regresa, esta vez firmado con Polydor, con "Bad Cowboy" producido por Dan Presley (The Breeders). Está acompañado por Franck Pilant, el director de Aston Villa en la guitarra y con el comenzó a componer el álbum y la preproducción, acompañado por el Drummer Geoff Dugmore (Killing Joke, Johnny Hallyday) y el bajista y exboxeador Gabriel Barry. El disco se graba en Irlanda, en los Grouse Lodge Studios. Para el clip de "Tu me tues" Axel, Gabriel y Franck encarnan una banda de vaqueros urbanos que penetran la ciudad a caballo en busca de sus alter ego.
Al mismo tiempo, dejó Universal y se convirtió en productor. En 2010, participó en la ópera Dracula donde compuso la música de "in trance ... ylvanie", con el cantante de BB Brunes, Adrien Gallo. A finales de 2010, vuelve a estar con Zazie, realizando un nuevo dúo: Double Axel.

## Peaux de serpent / Pieles de serpiente
En 2013, Axel BAuer lanzó Peaux de Serpent. Preresenta un rock más experimental y una voz profunda, todo acompañado de un aura de madurez. El artista le canta a la vida, con su lote de alegrías y desilusiones. De hecho cada canción de “Pieles de Serpiente” es un testimonio de esa ola que sube y baja en el espacio de una existencia Estas pieles quedan atrás cuando cambia. La voz es sobria, posada. Perfeccionista y meticuloso, el sonido está cincelado.
Las plumas singulares de Marcel Kanche, Brigitte Fontaine, Gérard Manset, Pierre Yves Lebert y el propio Axel firmaron las palabras. Una inmersión en el claro oscuro de un artista que nunca se cansa o deja de sorprender. Axel Bauer es un guitarrista estético y excepcional. En este álbum, esta rodeado con Aymeric Westrich, baterista de Aufgang y Phœnix en la batería, Manu Barroux en la guitarra y Alain Verderosa en el bajo que registra las bases del álbum. Luego volvió a trabajar con el director Dimitri Tikovoi y se mezcló con su amigo de siempre, el director Steven Forward. En el clip de "Souviens toi" dirigido por el fotógrafo Yann Orhan, Axel canta enlazado por una boa constrictor. Una larga gira sigue y su encuentro con Lena Coen, que lo entrena para la interpretación le lleva a querer volver a grabar algunos de sus mejores temas. A finales de 2013, se detuvo con sus músicos en el estudio Ferber de París para grabar un ensayo filmado por el director Christian Beuchet. Doce títulos en blanco y negro visibles en www.axelbauer.com y en su canal de YouTube.
Al mismo tiempo, existe una necesidad real de situar a los artistas en el centro de las negociaciones con los productores. Axel Bauer junto con Kent, Issam Krimi y Suzanne Combeaud crearon el GAM (el gremio de los artistas de la música) del que es presidente. Muchos artistas responden a la llamada. Participará activamente en las misiones de Lescure y Pheline y el GAM será signatario de los acuerdos de Schwartz.
Por su carrera y su compromiso, la ministra de Cultura Aurélie Filipetti lo hizo Caballero de Artes y Letras.

## Autour de la Guitare

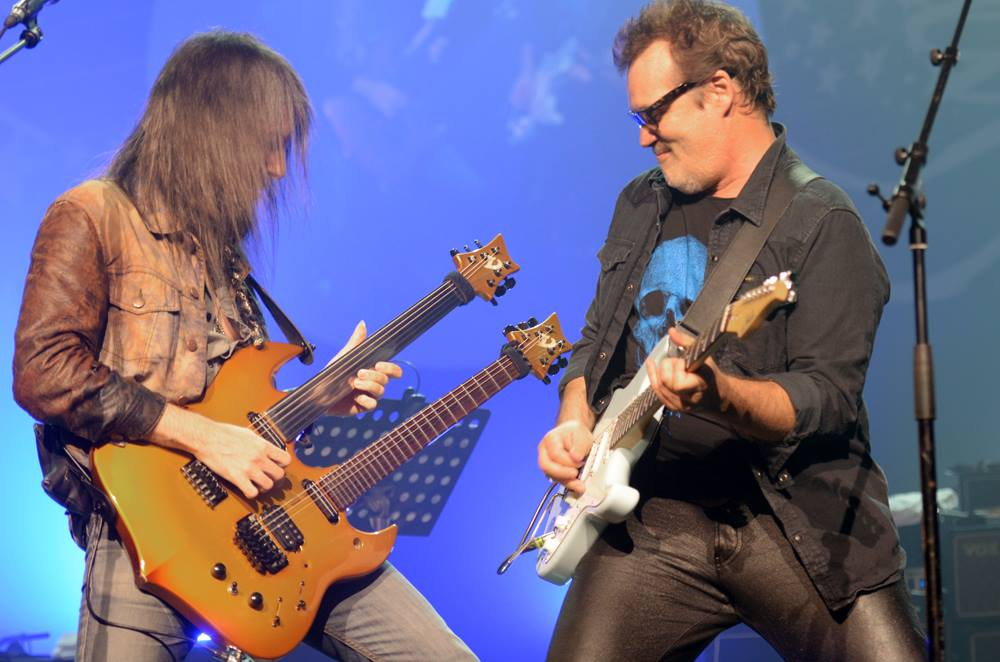
Ron Thal y Axel Bauer

En 2015 fue invitado por Jean-Félix Lalanne para la gira Autour de La Guitare (alrededor de la guitarra) y fue visto tocando "Cargo" acompañado por Larry Carlton y Robben Ford y tocar a "Eteins the Light" con Nono (Norbert Krief) del grupo Trust y Ron Thal de Guns and Roses.
Mientras multiplica los conciertos, participa en un álbum de portadas conmemorando a Léo Ferré.

## Live à Ferber
Finalmente lanzó su primer álbum, Live, en junio de 2017 en su propio sello discográfico. El Live à Ferber es el octavo álbum de este artista atípico. Estamos lejos de la nostalgia de los 80 que marcó con su primer éxito (Cargo). Axel Bauer es un artista apasionado y exigente.
Actualmente, Axel multiplica los conciertos y trabaja en un nuevo álbum que verá el día en 2018.

## Guitarras
Axel Bauer toca principalmente Fender Stratocaster y Telecaster. Es su serie L, intercambiada contra un Lespaul por un guitarrista africano en Senegal, que se escucha en el solo de "Cargo" y en el riff de "Eteins la lumière".
Su estilo está influenciado por el blues y el rock (aprende trasplantando los solos de Hendrix, Page y Winter) pero también por Adrian Belew por su lado de ruido y su uso de los efectos.

También es un gran aficionado de jazz: le gustan Charlie Christian, Georges Benson y Django Reinhardt, y en la escena se lo ve a menudo tocando en estéreo con un Marshfield JMP modificada y un Fender Bassman 135.

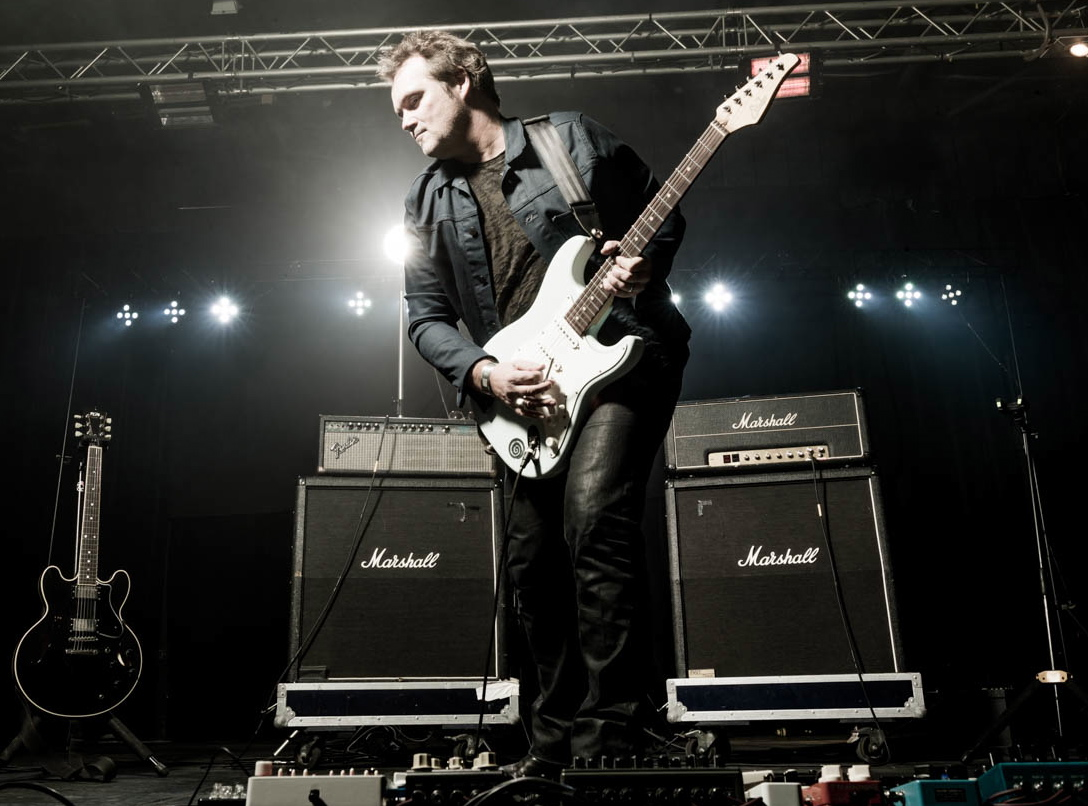
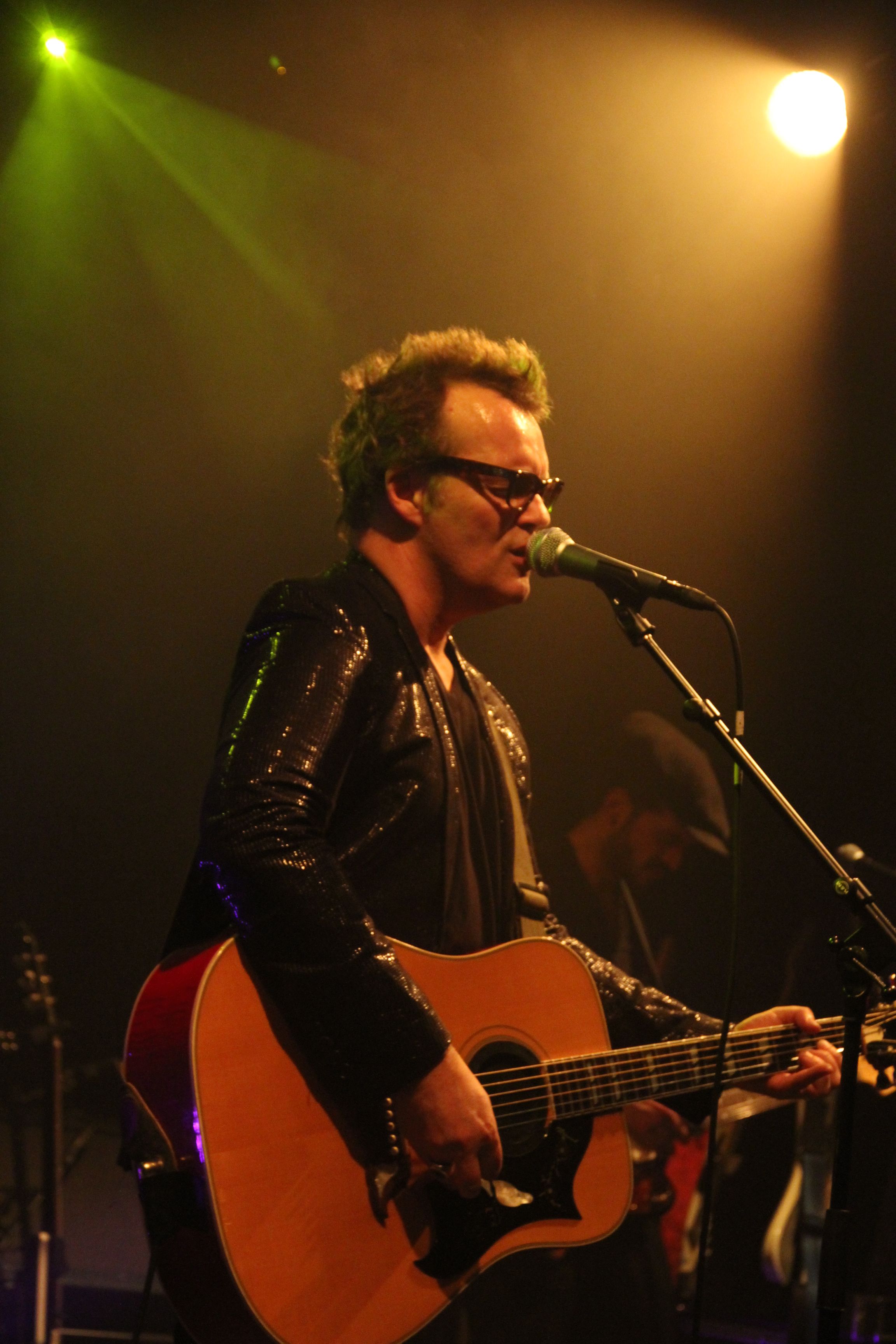
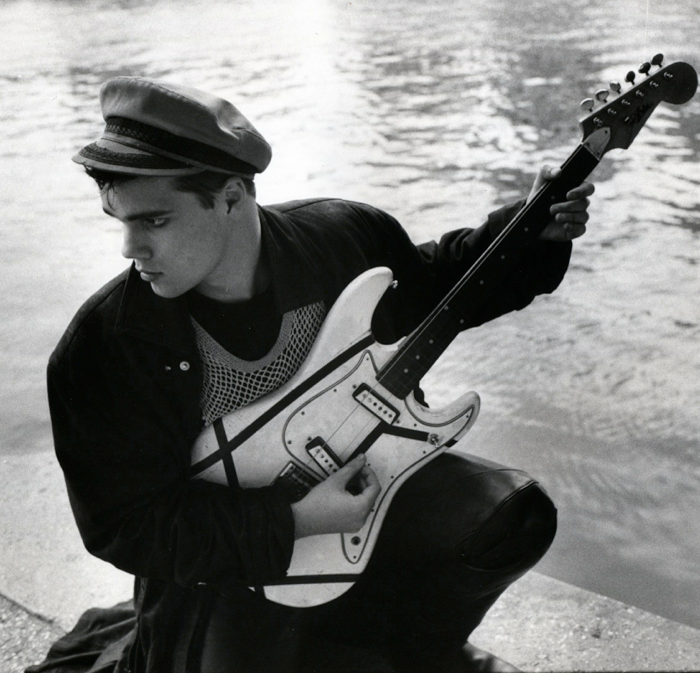

## Discografía

### Studio Albums
- Les Nouveaux Seigneurs (1987, EMI)
- Sentinelles (1990, Mercury)
- Simple mortel (1998, Mercury)
- Personne n'est parfait (2001, Mercury)
- Best of LA désintégrale (2003)
- Bad Cowboy (2006, Polydor)
- Peaux de serpent (2013)
- Live à Ferber (2017)

### Singles
- Cargo (1983)
- Phantasmes (1984)
- Jessy (1987)
- Le jardin sauvage (1988)
- Laura (1988)
- L'arc-en-ciel (1989)
- Métamorphosis (1990)
- Maria (1990)
- Éteins la lumière (1991)
- Laisse venir (1998)
- Personne n'est parfait (2001)
- À ma place (2001)
- Mens-moi (2001)
- Réveille-toi (2003)
- Tu me tues (2006)
- Souviens-toi (2013)

### Compilation
- La Désintégrale (2003, Mercury) 1983-2003

## Filmografía
- La petite fille aux os brisés (2005), de Catherine Aïra, http://www.allocine.fr/film/fichefilm_gen_cfilm=57539.html (enlace roto disponible en Internet Archive; véase el historial, la primera versión y la última)., en francés.